# Naku
Naku is een bestuurslaag in het regentschap Timor Tengah Utara van de provincie Oost-Nusa Tenggara, Indonesië. Naku telt 999 inwoners (volkstelling 2010).